# Tell Mama (piosenka)
"Tell Mama" – utwór napisany przez Clarence Cartera, Marcusa Daniela i Wiblura Tellera, początkowo nagrana w 1966 pod tytułem "Tell Daddy". Piosenka zdobyła popularność, gdy rok później wykonała ją Etta James.
Clarence Carter był współautorem "Tell Daddy", i nagrał piosenkę w FAME Studios w mieście Muscle Shoals w stanie Alabama, dnia 4 października 1966. Nagranie stało się jego pierwszym hitem, osiągając 35. miejsce listy przebojów Billboardu we wczesnym 1967.
Etta James nagrała swoją wersję na potrzeby albumu Tell Mama, między sierpniem a grudniem 1967. Piosenkę tytułową wydała jako singel w listopadzie tego samego roku. Utwór dotarł do dziesiątego miejsca amerykańskiej listy przebojów rhythm and bluesa, natomiast na liście utworów pop znalazł się na miejscu 23., stając się tym samym najwyżej notowanym singlem artystki.